# سدریک مونگونگو
سدریک مونگونگو (انگلیسی: Cédric Mongongu؛ زادهٔ ۲۲ ژوئن ۱۹۸۹) بازیکن فوتبال اهل جمهوری دموکراتیک کنگو است.
از باشگاه‌هایی که در آن بازی کرده‌است می‌توان به باشگاه فوتبال اسکی‌شهراسپور و آ.اس موناکو اشاره کرد.
وی همچنین در تیم ملی فوتبال جمهوری دموکراتیک کنگو بازی کرده‌است.